# Cole Tucker (Pornodarsteller)
Cole Tucker (gebürtig: Richard Allen Karp; * 23. Oktober 1953 in New York City, New York; † 7. Juni 2015 in Palm Springs, Kalifornien) war ein US-amerikanischer Pornodarsteller.

## Leben
Tucker wuchs in New York auf, wo er zur Schule ging. Nach seiner Schulzeit begann er in der Pornoindustrie zu arbeiten. Als Pornodarsteller war Tucker in verschiedenen Pornofilmen tätig. 1998 erhielt er den GayVN Awards als Gay Performer of the Year und Best Supporting Actor. 2000 erhielt Tucker den GayVN Awards als Special Achievement Award. Ebenso wurde er 2000 bei den Grabby Awards in die Wall of Fame aufgenommen, nachdem er bereits 1999 mit dem Grabby Award als Best Performer ausgezeichnet wurde.

## Filmographie (Auswahl)
- Slick (1997)
- Fallen Angel (1997)
- Family Values (1997)
- Gamemaster (1997)
- Grease Guns 2 (1997) (V)
- Acres of Ass: Part 1 (1998)
- Acres of Ass: Part 2 (1998)
- Bound for Leather (1998)
- Catalinaville (1998)
- Logan's Journey (1998)
- Private Passions (1998)
- Sex/Life in L.A. (1998) – Dokumentarfilm von Jochen Hick
- MANeuvers: Agony of Victory (1999)
- Fallen Angel III: Initiation (1999)
- 3 Degrees of Humiliation (1999)
- Big Guns 2 (1999)
- Link 2 Link (1999)
- Marine Father, Navy Son (1999)
- Flesh and Fantasy II (2000)
- House of Games (2000)
- Leather Obsession 6: The Search (2000)
- Smoking Hunks: Cole Tucker (2000)
- Don't Ask, Don't Tell! (2000)
- Traditional Family Vampires (2000)
- Biker Pigs from Hell 2 (2000)
- Chip Daniels' Video Studbook (2000)
- Down on Me (2000)
- The Best of Cole Tucker (2001)
- Beyond Vanilla (2001) – keine Pornographie
- Sex Becomes Her (2001) – keine Pornographie
- Voll Frontal (Full Frontal) (2002) – keine Pornographie
- The Fluffer (2001) – keine Pornographie
- Cycles of Porn: Sex/Life in L.A., Part 2 (2005) – keine Pornographie

## Auszeichnungen (Auswahl)
- GayVN Awards 1998 – Best Supporting Actor[2]
- GayVN Awards 1998 – Gay Performer of the Year[2]
- GayVN Awards 2000 – Special Achievement Award[2]
- Grabby Award 1999 – Best Performers[2]
- Grabby Award 2000 – Wall of Fame[2]